# Rio Skunk
O Rio Skunk é um rio da Região Norte dos Estados Unidos da América que percorre a parte central e sudeste do estado de Iowa e desagua no rio Mississippi junto a Burlington. Tem dois ramos, o South Skunk (mais longo) e o North Skunk.